# Akio Mori
Akio Mori (* 17. Oktober 1972, besser bekannt unter Musashi) ist ein ehemaliger japanischer Karatekämpfer. Er tritt im Kampfsport K-1 an. Mori bestritt 81 Kämpfe, davon gewann er 48.
Akio Mori konnte viermal den K-1 Japan Grand Prix (1999, 2000, 2002, 2003) gewinnen. 2003 und 2004 erreichte er jeweils das Finale der K-1-Weltmeisterschaft, unterlag jedoch beide Male dem mittlerweile dreifachen Weltmeister Remy Bonjasky aus Holland.